# Márta Károlyi
Márta Károlyi (Odorheiu Secuiesc, 29 agosto 1942) è un'allenatrice di ginnastica artistica rumena naturalizzata statunitense.

## Carriera
Originaria della Transilvania in Romania, insieme al marito Béla Károlyi, ebbe la consacrazione nazionale, europea e mondiale nei primi anni '70 come allenatrice della nazionale femminile di ginnastica della Romania. Nel 1981, i coniugi Károlyi migrarono negli Stati Uniti d'America, dove ebbero un secondo picco della loro attività di coaching, allenando Mary Lou Retton e la squadra di ginnastica femminile negli Stati Uniti.
Il primo grande successo i Károlyi lo ottennero nel 1975 a Skien, in Norvegia, alla decima edizione dei Campionati europei di ginnastica femminile.
Béla e Márta Károlyi hanno allenato nove campionesse olimpiche, quindici campionesse del mondo, sedici medaglie europee e molti campioni nazionali della Romania e degli Stati Uniti, tra cui Nadia Comăneci, Teodora Ungureanu, Mary Lou Retton, Betty Okino, Kerri Strug, Phoebe Mills, Kim Zmeskal e Dominique Moceanu.

### Romania
Il famoso programma di formazione centralizzato della Romania affonda le sue radici negli anni '50; i Károlyi hanno contribuito a sviluppare ulteriormente il programma tra la fine degli anni '60 e l'inizio degli anni '70. Hanno fondato un collegio in Onești, formando giovani ragazze scelte appositamente per il loro potenziale atletico. Una delle prime allieve della scuola di Károlyis Nadia Comăneci, all'epoca 6 anni, che viveva vicino a Onești e si spostava da casa per gli allenamenti.
Mentre Béla divenne una figura molto visibile nella ginnastica rumena, accompagnando la squadra in importanti competizioni e spesso scontrandosi con i funzionari dello sport, Márta rimase in disparte, allenando e coreografando gli esercizi.

### Stati Uniti d'America
Nel 1981, la coppia, insieme al coreografo della squadra Géza Pozsár, disertarono durante un tour di ginnastica negli Stati Uniti. Concesso l'asilo politico, si sono stabiliti in Oklahoma. La figlia della coppia, Andrea, si è unita a loro più tardi.

#### Anni 1980 e 1990
Dopo la loro defezione, i Károlyi stabilirono una palestra a Houston, Texas. Lo status di Béla come "allenatore di Nadia" attirò rapidamente le ginnaste al club, e alla fine degli anni '80, la palestra Károlyi era diventata la preminente struttura di addestramento negli Stati Uniti.  Ai Campionati Mondiali del 1991, tutte le ginnaste della squadra americana erano allenate dai Károlyi o da un ex allenatore del club Károlyi.
Nel 1996, Márta è stata scelta come coordinatrice della squadra femminile statunitense per le Olimpiadi del 1996.
Dopo le Olimpiadi del 1996, i coniugi Károlyi si ritirarono dall'allenamento. Tuttavia, tre anni dopo, Béla viene nominato coordinatore della squadra nazionale di ginnastica femminile degli Stati Uniti. Il suo approccio è stato contestato e contrastato sia dalle ginnaste della nazionale che dai loro allenatori, che, con Olimpiadi del 2000, cominciarono a parlare pubblicamente della situazione.
Nel 2001, su raccomandazione degli allenatori della squadra nazionale degli Stati Uniti, la posizione venne assegnata a Márta. Pur mantenendo alcuni aspetti del programma originale di Béla, il suo approccio è stato diverso e generalmente più accettabile per le ginnaste e i loro allenatori. Ha anche ottenuto risultati impressionanti nelle competizioni: tra il 2001 e il 2008, le ginnaste americane hanno vinto un totale complessivo di 44 medaglie fra Mondiali e Olimpiadi..
Tra le sue mansioni di Marta c'era quella di selezionare le atlete per le competizioni, determinare le formazioni su ogni attrezzo alle gare e fare raccomandazioni sulle composizioni degli esercizi.
Si è ritirata dalla carriera di coordinatrice nel 2016, dopo le Olimpiadi di Rio, in cui la squadra statunitense ha vinto 9 medaglie (4 ori, 4 argenti, 1 bronzo). Questa squadra si soprannominò "Final Five" proprio perché quella fu l'ultima Olimpiade per Márta. 
I coniugi Károlyi hanno venduto le strutture di allenamento del Karolyi Ranch a USA Gymnastics, tuttavia continuano a possedere il terreno circostante e la loro vicina residenza.

## Controversie
Nel novembre del 2008, Emilia Eberle, componente della nazionale rumena durante l'era del coach Károlyi, ha rilasciato un'intervista a KCRA-TV a Sacramento, California, sostenendo che mentre era nella squadra, sia Béla che Márta si comportavano regolarmente con brutalità, sia verso di lei che verso le sue compagne di squadra per errori commessi nell'allenamento o in competizione. Altre ginnaste della squadra rumena, tra cui Ecaterina Szabó e Rodica Dunca, così come il coreografo rumeno Géza Pozsár, che ha lasciato la coppia Károlyi, hanno fatto simili accuse di abusi fisici. Alla domanda, nel 2008, di commentare le accuse, Béla Károlyi ha dichiarato: Lo ignoro, non sto nemmeno commentando, queste persone sono davvero spazzatura.
Il 28 ottobre 2016, un'ex ginnasta ha presentato una querela contro la USA Gymnastics, compresi gli allenatori Béla e Márta Károlyi, accusando la coppia di aver "chiuso un occhio" sulle molestie perpetrate dal medico della nazionale Larry Nassar..
A gennaio 2018, la USA Gymnastics ha interrotto il contratto di affitto del Karolyi Ranch durante il processo a carica del dottor Larry Nassar, riconosciuto colpevole di  innumerevoli e siatematici atti di violenza sessuale ai danni di più di 500 atlete minorenni tra cui ginnaste, svoltisi anche all'interno della struttura, dove i genitori non potevano essere presenti.
Il 25 gennaio 2018, il Ranch annunciò la chiusura definitiva della struttura sul suo sito web. Il 30 gennaio 2018, i Texas Rangers hanno iniziato un'indagine riguardante il ranch.